# Franz Sausen
Franz Karl Sausen (* 23. Januar 1810 in Mainz; † 31. Mai 1866 ebenda) war ein deutscher Theologe.

## Leben
Sausen wurde als Sohn eines Schneiders geboren und studierte nach dem Besuch des Mainzer Gymnasiums katholische Theologie in Mainz und Gießen. Während seines Studiums wurde er 1830 Mitglied der Alten Burschenschaft Germania Gießen. Durch diese wurde er in "burschenschaftliche Umtriebe" verwickelt, wodurch es zu einem Untersuchungsverfahren und einen Eintrag im Schwarzen Buch der Frankfurter Bundeszentralbehörde kam. Er wurde am 9. Dezember 1836 vom Hofgericht Gießen freigesprochen. Er trat in das Priesterseminar Mainz ein, musste dann jedoch aufgrund eines hartnäckigen Ohrenleidens bald wieder austreten und seinen Plan, Geistlicher zu werden, aufgeben.
Um 1837 war er für einige Zeit Lehrer am Schweizer Gymnasium zu Disentis, ging jedoch ab 1839 ganz nach Mainz zurück, wo er Redakteur des Mainzer Journals wurde und als Privatgelehrter arbeitete. Er verfasste und veröffentlichte zahlreiche kirchenhistorische Werke. 1857 gründete er das Katholische Volksblatt.
1863 erhielt er für sein Engagement im katholischen Journalismus von Papst Pius IX. den Gregoriusorden (Ritter).